# 洛麗泰·林奇
洛麗泰·伊丽莎白·林奇（英語：Loretta Elizabeth Lynch，1959年5月20日—），生於美國北卡羅萊那州格林斯伯勒，美國律師，美國民主黨人，前任美國紐約東區檢察官。前任司法部長。

## 生平
2014年11月8日，美國總統巴拉克·歐巴馬提名她出任司法部長，2015年4月23日美國參議院投票，確定提名通過，洛麗泰·林奇因此成為首位出任司法部長的女性非洲裔美國人，亦是歐巴馬政府第二位司法部長，而前任司法部長埃里克·霍尔德同樣是非洲裔。